# Whitby (ciutat anglesa)
Whitby és una ciutat anglesa a la costa nord-est, a la província de Scarborough, North Yorkshire. La ciutat és a 76 km de York (Anglaterra), i s'estén per ambdues ribes de la desembocadura del riu Esk, al llarg de l'estreta vall que hi ha excavada. En aquesta latitud la costa oriental anglesa cedeix l'entrada a la Mar del Nord, de mode que la ciutat de Whitby, més que al llevant marí, mira al septentrió.

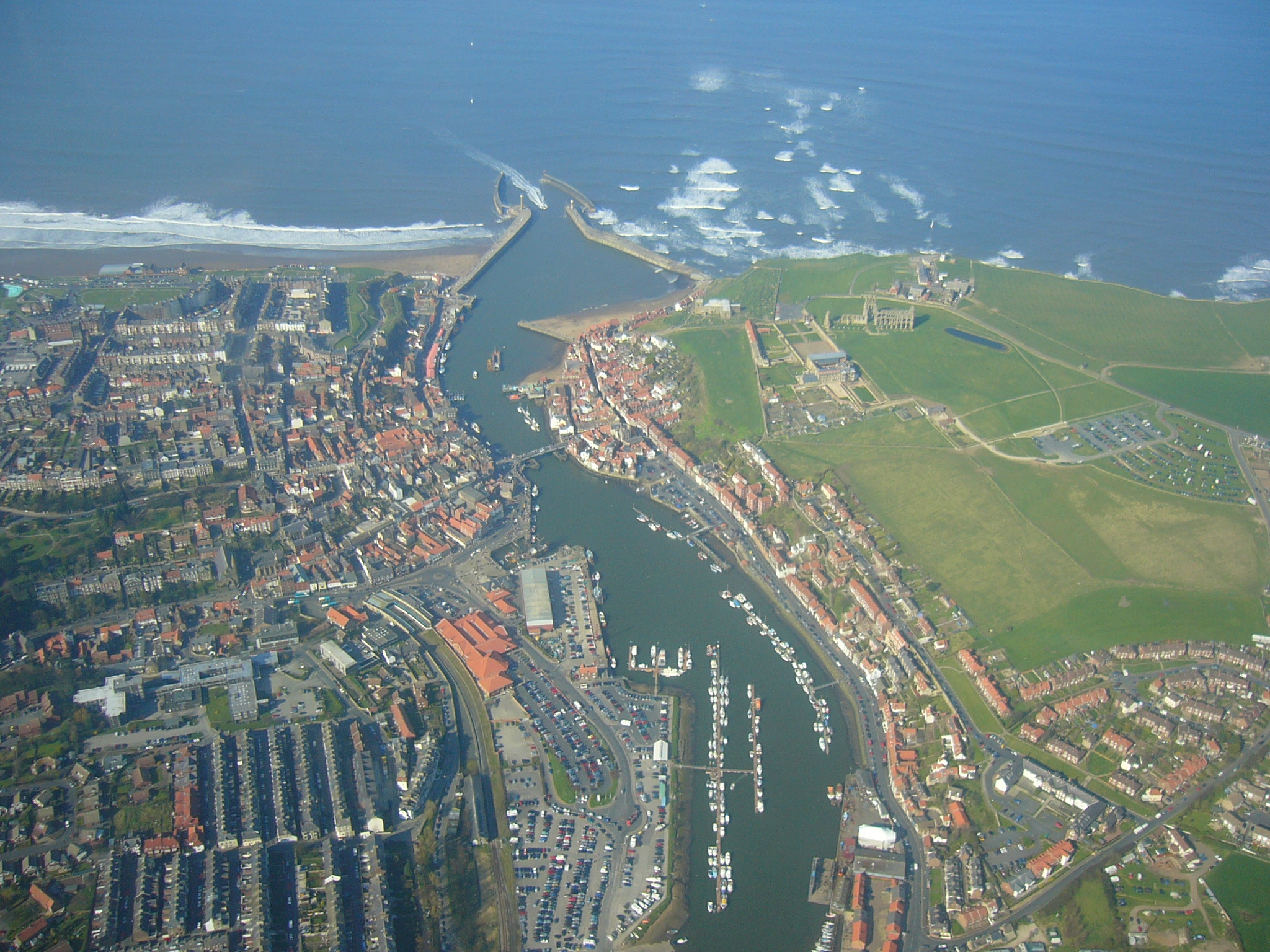
Whitby a la desembocadura de l'Esk.

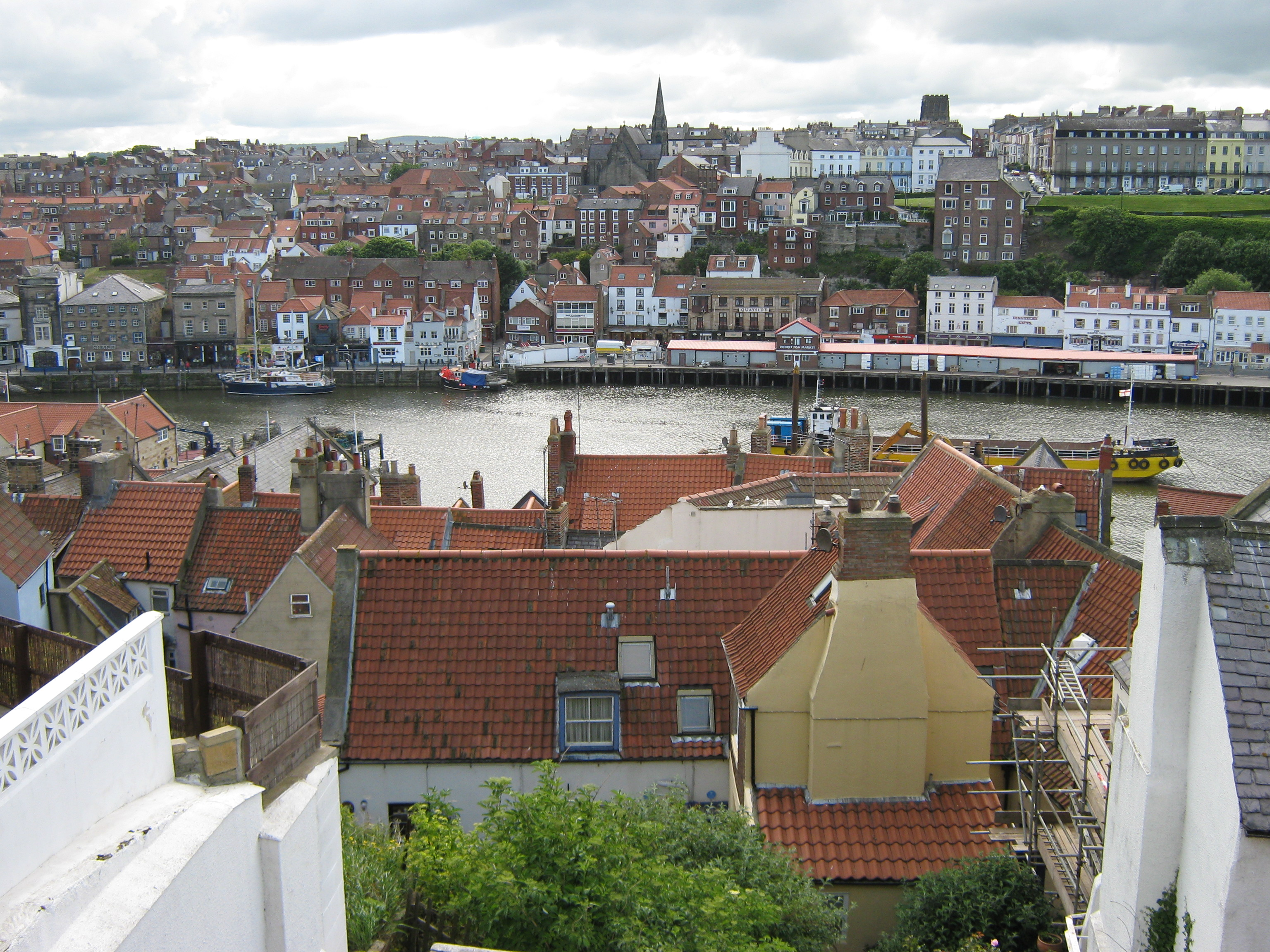
El riu Esk a Whitby.

L'economia actual de Whitby es basa en la pesca i el turisme. A l'àmbit públic la comunicació amb la resta de Yorkshire i tot el nord-est d'Anglaterra es duu a terme mitjançant el tren i les línies d'autobusos. Whitby ha estat l'escenari de diverses històries de cinema i televisió, i d'obres literàries com per exemple la famosa Dràcula.

## Història
L'any 655 quan Oswiu, rei cristià de Northúmbria, combatia contra Penda; el rei de Mèrcia, que comptava amb forces superiors; demanà a Déu que li procurés la victòria i li prometé a canvi posar al servei seu la seva filla Alfleda i dedicar terres a la construcció de monestirs.
Un d'aquests monestirs fou fundat l'any 656 o 657 a la hisenda de Streanæshealh i fou conegut després com l'Abadia de Whitby. Allà hi ingressà com a novícia Alfleda, que més endavant es convertiria en abadessa, però la primera fou Hilda, que àdhuc fou venerada com a santa. Amb Alfleda l'abadia esdevingué un important centre d'estudis.

## Ciutats agermanades
- Estats Units: Anchorage, Alaska.
- Malàisia: Stanley.
- Canadà: Whitby (Ontario).
- Tonga: Nuku'alofa.
- Estats Units: Comtat de Kauai, Hawaii.
- Nova Zelanda: Porirua.